# Krudtuglerne
Krudtuglerne er en dansk dokumentarfilm fra 2011, der er instrueret af Lars Juul Jensen.

## Handling
Det er 13. gang bandet Krudtuglerne stiller op til Melodi Grand Prix for udviklingshæmmede. De er fast besluttede på at vinde, for det har de aldrig prøvet før. Bandets medlemmer er voksne mennesker, men deres hjerner er fastlåst i teenageårene. Deres verden ses gennem den 37-årige Martins øjne. Det er en barnlig verden han lever i, hvor følelserne er svære at holde styr på. Martin ønsker for alt i verden at sammenholdet i gruppen skal blive ekstremt stærkt. Det hele begynder at gå galt, da Martin finder ud af trommeslageren Jakob har kræft flere steder i kroppen. Alle er bange for at miste deres ven og det tærer på kræfterne. En banal konflikt får korsangeren Jørgen til at melde sig ud af bandet i 11. time. Og Martin skal vælge om han selv vil fortsætte.